# Un boss sotto stress
Un boss sotto stress (Analyze That) è un film commedia del 2002 di Harold Ramis, seguito di Terapia e pallottole.

## Trama
Paul Vitti è ormai al suo terzo anno di reclusione alla Prigione di Sing Sing quando subisce in appena pochi giorni due tentativi di assassinio. Sopravvissuto, inizia a soffrire di forti disturbi psichici scanditi da deliri e catatonia. Il direttore del carcere contatta quindi Ben Sobel, che proprio in questi giorni ha perso il padre Isaac. Dopo una visita al vecchio paziente, lo psicoterapeuta si convince delle sue precarie condizioni mentali, ma durante il conseguente incontro con il Procuratore distrettuale di New York gli viene intimato di prendere il mafioso in custodia: il mese successivo, infatti, il suo caso sarà riesaminato dal giudice ed è pertanto urgente che si rimetta puntualmente per l'udienza, cosa assai improbabile se sarà inviato in un manicomio criminale. Tenendo conto che il carcerato ha l'intera famiglia in Ohio, dove è opportunamente protetta dalle rivalse mafiose, Ben si vede costretto molto a malincuore ad accettare.
Appena lasciata la Prigione di Sing Sing, Paul dimostra a sorpresa di essere perfettamente sano di mente, gettando Ben in uno stato di ulteriore disperazione. Adesso che ha finalmente ottenuto la libertà a seguito di una sfibrante finzione, il suo obiettivo è scoprire chi lo vuole morto. Da quando è stato arrestato, infatti, le Famiglie mafiose hanno iniziato a combattersi l'una contro l'altra per raggiungere il potere supremo, scatenando ovunque uno scompiglio infernale. A volerlo morto per evitare che si schieri da una parte o dall'altra, quindi, potrebbe essere il vecchio e temuto Lou Rigazzi, detto la «Tenaglia», il capo del clan rivale, o la terribile Patti Lopresti, ascesa al comando della stessa Famiglia di Paul all'assassinio del marito Carmine, di cui si pensa sia la responsabile.
Ospitato a casa Sobel, Paul getta i primi disordini invitando una prostituta, impedendo a Paul e Laura di dormire, e mostrandosi poi in vestaglia ma senza mutande al ritrovo dell'intera famiglia Sobel. La prima seduta tra lui e Ben, inoltre, viene interrotta da Jelly, appena scarcerato dopo un riesame contraffatto, che accompagna Paul da Salvatore Masiello e dai vecchi membri della Famiglia, a cui annuncia di non voler più tornare alla vecchia vita. Poco dopo va a casa della Lopresti, a cui dice di avere in mente un ultimo colpo in proprio, e le promette una parte se sarà lasciato in pace. La capomafia accetta, ma in privato impartisce alla propria guardia del corpo di seguirlo e ucciderlo se dovesse sgarrare.
Frattanto, con l'aiuto di un amico di Ben, l'ex mafioso tenta una vita onesta con alcuni lavori, come il venditore di auto, il commesso di un ristorante e poi di una gioielleria, ma viene sempre cacciato per i suoi modi fortemente villani. In seguito, vista la sua notevole carriera criminale, viene invitato a cena da Raoul Barman, regista teatrale sempre di animo teso chiamato a dirigere «Little Caesar», serie televisiva di successo regolarmente trasmessa anche a Sing Sing e basata sulle vicende di un gruppo di mafiosi italoamericani. Barman offre a Paul un lavoro come consulente tecnico, che accetta. Tuttavia la cena viene bruscamente interrotta dall'assalto di un giovane sicario armato di pistola che tenta di uccidere l'ex padrino, ma Jelly lo mette in fuga facendogli mancare l'obiettivo. Poco dopo i due mafiosi lo rintracciano e gli fanno confessare che il mandante è Rigazzi, gettandolo poi da un ponte in un cassonetto della spazzatura. Il giovane, rimasto gravemente ferito, viene condotto da Rigazzi, che essendo stato opportunamente informato del suo fallimento e della confessione lo uccide a colpi di pistola.
Paul viene raggiunto sul set televisivo dallo stesso Rigazzi, che tenta con l'inganno di ingaggiarlo nella sua Famiglia, ma l'ex mafioso rifiuta. In seguito, mentre si trova in auto con Ben, viene seguito da altri sicari, e mentre si trovano al porto Ben li fa casualmente cadere in mare gettando dei vecchi giornali sul loro parabrezza. Paul scappa nell'intento di prendere in mano la situazione, e il Procuratore distrettuale concede a Ben ventiquattro ore per ritrovarlo, altrimenti lo accuserà di intralcio alle indagini.
Tramite il figlio Michael, che Paul ha assunto come autista, lo psicoterapeuta rintraccia il paziente in un locale notturno, dove scopre che nella notte intende assaltare un furgone governativo incaricato di trasportare un carico di lingotti d'oro. Paul coinvolge Ben nel temerario furto, in realtà nell'intento di proteggerlo dalla violenza di un giovane soprannominato «Al Pacino», reclutato su presentazione della Lopresti. Al termine di una burrascosa imboscata, in cui viene usata una gru, la banda si ritrova in possesso di un bottino pari a ventidue milioni di dollari, ma Paul scopre che Al Pacino è in realtà un agente al soldo di Rigazzi, e Ben, preda della disperazione e del brivido del colpo, lo stende a suon di cazzotti. La polizia e le guardie del convoglio, intanto, vengono trattenute per strada a seguito di un incidentale incontro con Raoul Barman e la sua squadra, intenti a registrare un pezzo in notturna di un episodio di «Little Caesar». Questo inatteso inconveniente consente a Paul e Jelly di scappare tranquillamente a bordo di un autobus rubato, e di nascondere tutti i lingotti d'oro rubati nell'azienda idraulica di Rigazzi, dando finalmente alla polizia la possibilità di arrestarlo e incriminarlo.
Poco tempo dopo, mentre il Procuratore distrettuale annuncia con orgoglio alle varie reti televisive che con la caduta della Famiglia Rigazzi New York è diventata un posto sicuro in cui vivere, Ben incontra Paul e Jelly sotto il Ponte di Brooklyn. Il mafioso dice di aver parlato con Patti Lopresti, che non ha mosso obiezioni al suo definitivo ritiro, mentre lo psicoterapeuta gli dice di essere fiero di quanto ha fatto con i lingotti d'oro, e lo informa che il Procuratore distrettuale non lo incriminerà. Ora, Paul è finalmente libero di realizzare il suo sogno: diventare un cowboy, in ricordo del costume che suo padre gli aveva regalato quando aveva sei anni e della cavalcata fatta alla fattoria di suo zio.

## Riconoscimenti
- Stinkers Bad Movie Awards 2002: peggior sequel